# Тато напрокат
«Тато напрокат» — фільм 2008 року.

## Зміст
Ірина – молода й успішна підприємиця. Вона живе сама і виховує сина самостійно. Та приділяти багато часу дитині не виходить через роботу. А ніякі гроші не замінять синові матір і особливо батька, якого в нього ніколи не було. Несподівано обставини підказують Ірині оригінальне вирішення проблеми.